# Georges Cordier
Pour les articles homonymes, voir Cordier.
 (septembre 2023).
Georges Cordier (Boussu, 16 février 1901 - Mons, 8 décembre 1941) est un homme politique et syndicaliste communiste wallon, membre du Parti communiste de Belgique.

## Le dirigeant syndical
Issu d’une famille de mineurs, mineur lui-même, Georges Cordier est membre depuis 1923 du Parti communiste de Belgique, dont il organise le premier groupe borain. Membre de la Centrale des mineurs, il devient en 1924 membre du Comité fédéral des Chevaliers du travail qui deviendra en 1930 la Centrale révolutionnaire des Mineurs; il est actif dans la grève chez Charles Coppée (Boussu) en 1928. À la suite des perquisitions ordonnées par le parquet, il n'est plus embauché dans tous les charbonnages du Borinage.
En tant que secrétaire de la Centrale révolutionnaire des Mineurs pour Boussu, il joue dans sa commune et dans tout le bassin du Borinage un rôle de premier plan lors de la grève des mineurs de l’été 1932. En juillet 1932, des grèves violentes se déclenchèrent dans les bassins miniers et la métallurgie contre la réduction systématique des salaires. Durant près de deux mois, le mouvement mobilisa 200000 à 240000 grévistes qui, malgré le freinage syndical et une répression extrêmement brutale, atteignit au moins partiellement son objectif en obtenant «une stabilisation temporaire des salaires». Ces grèves constituent la trame du film de Joris Ivens et Henri Storck : Misère au Borinage.

### Fonctionnaire du parti et carrière politique
À la suite de la grève de 1932, Georges Cordier devient l’un des cadres de la fédération boraine du PCB, secrétaire de la fédération, il est élu conseiller provincial pour le canton de Boussu en mai 1936. En 1938, il est élu conseiller communal dans sa commune de Boussu. Devenu membre du comité central du PCB, Georges Cordier mène la liste du PCB lors des élections législatives de 1939 pour l’arrondissement de Mons-Borinage, à la suite de l'exclusion du député sortant Juvénal Gandibleux; bien que perdant une partie de ses électeurs par rapport à 1936, Georges Cordier est élu député et conserve le siège communiste de l'arrondissement.

### La guerre et la résistance
Georges Cordier fait partie des «suspects» arrêtés le matin du 10 mai 1940 par le gouvernement belge, qui redoutait des actions d’une 5e colonne formée par les communistes, les rexistes et les nationalistes flamands. Bien que protégé par l’immunité parlementaire, Cordier reste détenu et sera même emmené jusqu’en France par les autorités belges en pleine évacuation.
Rentré en Belgique, il participe à la fondation en juillet 1940 de La voix Boraine, feuille clandestine servant d’organe à la section boraine du PCB. Avec Henri Juvenois, son suppléant à la Chambre, Cordier crée un groupe d’actions spéciales qui sera responsable de 15 actions de sabotage, dont celles menées contre la centrale électrique de Quaregnon et l’usine Carbochimique à Tertre. À la suite du vol de 450 cartouches de dynamite au charbonnage de l’alliance à Boussu, les forces de police allemandes mènent une grande opération qui conduit à l’arrestation le 29 novembre 1941 de 16 personnes. Henri Juvenois et Georges Cordier font partie des personnes arrêtées; de la dynamite provenant de l’alliance est d’ailleurs retrouvée dans la maison où Cordier s’était caché.

### «Les communistes ne pleurent pas leurs camarades assassinés, ils les vengent!»
Georges Cordier est transféré à la prison de Mons où il décède officiellement le 8 décembre 1941. Les circonstances de sa mort restent mystérieuses; le PCB proclamera très rapidement que Cordier est mort sous la torture à la suite des mauvais traitements infligés par les Allemands après son arrestation. Lors de son oraison funèbre à la Chambre en septembre 1944, le président de la Chambre déclare que Cordier fut fusillé sans jugement préalable dans la cour de la prison de Mons.
La mort de Georges Cordier, devenu ainsi l’un des premiers « martyrs » communistes de l’occupation, sera un événement catalyseur de la radicalisation de la résistance communiste. La direction clandestine du PCB décide que toutes les fédérations du parti doivent évoquer la mort de Cordier dans leurs feuilles clandestines ou dans un tract. De nombreux sabotages sont commis, notamment à Liège et à Bruxelles, dès mi-décembre 1941 et ils sont revendiqués par les communistes comme la vengeance de l’assassinat de Cordier par les Allemands.
Après-guerre, le sacrifice notamment de Georges Cordier sera mis en avant par le PCB, occultant ainsi le retournement par les Allemands à leur profit de presque toute la direction politique et militaire clandestine du PCB en 1943.
Une rue de sa commune natale de Boussu est dédiée à Georges Cordier.

### Sources
- Ivan Lewuillon- Jean-Paul Mahoux, notice CORDIER Georges dans Le Maitron, Dictionnaire biographique du Mouvement Ouvrier,
- Pr José Gotovitch: Du rouge au tricolore. Les Communistes belges de 1939 à 1944. Un aspect de l'histoire de la Résistance en Belgique, Ed. Labor, Bruxelles, 1992
- Milou Rikir: Répertoire des notices biographiques et/ou nécrologiques des militants du mouvement ouvrier et progressiste en Belgique, parues dans Le Drapeau rouge (1921-1926), Liège, Institut provincial d'enseignement de promotion sociale, 1999-2000.
- Maxime Steinberg, José Gotovitch:  Otages de la terreur nazie. Le bulgare Angheloff et son groupe de partisans juifs, Bruxelles 1940-1943, VUBPRESS, Bruxelles, 2007